# الیمپوس ئی-۳۰
الیمپوس ایی-۳۰ (به انگلیسی: Olympus E-30) یک دوربین عکاسی ساخت شرکت الیمپوس است.